# 阿富鰕虎魚屬
阿富鰕虎鱼属，为輻鰭魚綱鰕虎鱼目鰕虎亞目鰕虎科一个属。

## 下属物种
- 阿富鰕虎魚（Afurcagobius suppositus）
- 塔岛阿富鰕虎魚（Afurcagobius tamarensis）

## 扩展阅读
- 維基物種上的相關：阿富鰕虎魚属
- WoRMS数据：http://www.marinespecies.org/aphia.php?p=taxdetails&id=268232 （页面存档备份，存于）